# Route nationale 336
Pour les articles homonymes, voir Route 336.
La route nationale 336, ou RN 336, est une route nationale française reliant la RN 1, dans la commune de Dunkerque à la RN 335. Ce tracé, dans la traversée de Coudekerque-Branche, correspond à celui de l'ancienne RN 16B. Le décret du 5 décembre 2005 prévoit son transfert au département du Nord.
Auparavant, la RN 336 reliait Gamaches à Saint-Quentin. Entre Picquigny et Longueau, la RN 336 était en tronc commun avec la RN 35. En 1952, la RN 336 a été renumérotée RN 44 entre Estrées-Mons (Estrées-en-Chaussée) et Saint-Quentin. À la suite des déclassements de 1972, elle a été renommée RD 936 entre Gamaches et Picquigny et RN 29 entre Longueau et Saint-Quentin.
Entre Longueau et Vermand, la RN 336 portait le nom de Chaussée Brunehaut. Ceci et la présence de deux villages nommés Estrées sur le parcours proviennent de ce que la RN 336 avait repris le tracé rectiligne d'une voie romaine reliant Amiens et Vermand.

## Ancien tracé de Gamaches à Saint-Quentin

### Ancien tracé de Gamaches à Picquigny (D 936)
- Gamaches D 936 (km 0)
- Infray, commune de Frettemeule (km 5)
- Le Translay (km 9)
- Ramburelles (km 12)
- Oisemont (km 16)
- Woirel (km 21)
- Wiry-au-Val, commune de Wiry-au-Mont ;
- Le Pont-d'Hure, commune d'Allery ;
- Airaines (km 29)
- Quesnoy-sur-Airaines (km 33)
- Soues (km 38)
- Picquigny D 936 (km 45)

### Ancien tracé de Longueau à Saint-Quentin (N 29)
- Longueau N 29 (km 63)
- Glisy (km 67)
- Le Petit-Blangy, commune de Blangy-Tronville (km 68)
- Villers-Bretonneux (km 75)
- Lamotte-Warfusée (km 81)
- Le Bois-du-Sart, commune de Morcourt (km 85)
- La Râperie, commune de Proyart (km 89)
- Foucaucourt-en-Santerre (km 94)
- Estrées-Deniécourt (km 97)
- Villers-Carbonnel N 29 (km 102)

### Ancien tracé de Villers-Carbonnel à Saint-Quentin (N 29, D 1029)
- Villers-Carbonnel N 29 (km 102)
- Brie (km 105)
- Mons-en-Chaussée, commune d’Estrées-Mons (km 110)
- Estrées-en-Chaussée, commune d’Estrées-Mons, N 29 (km 112)
- Pœuilly D 1029 (km 117)
- Vermand (km 121)
- Holnon (km 126)
- Saint-Quentin D 1029 (km 11)